# 高知県旗
高知県旗（こうちけんき）は、日本の都道府県の一つ、高知県の旗。本項では、旗に図示されている高知県章（こうちけんしょう）についても併せて解説する。

## 概要

県名入りデザインの旗

県章は1953年（昭和28年）開催の第8回国民体育大会（四国国体）開催を記念して実施された公募により決定したデザイン案を基に、同年4月15日に制定された。著作権法の規定により、2004年（平成16年）1月1日よりパブリックドメインとなっている。
旧国名「土佐」の「土」に平仮名の「とさ」、そして「コウチ」の「コ」を組み込んで円形に図案化したもので縦に突き出した剣先は向上、円周は平和と協力を意味している。
県旗を規定する告示は特に存在せず、マルーンの地色に県章を白抜きで中央に配置したものが慣例的に使用されている。現在は中央に県章を配したものが主に使用されているが、四国国体の開催からしばらくは暫定的に県章を左上に配置して右下に「高知」と県名を大書するデザインも使用されていた。